# Распони, Чезаре Мария Антонио
Чезаре Мария Антонио Распони (итал. Cesare Maria Antonio Rasponi; 15 июля 1615, Равенна, Папская область — 21 ноября 1675, Рим, Папская область) — итальянский куриальный кардинал. Секретарь Священных конгрегаций Апостольской визитации и Священной Консульты с 10 марта 1654 по 15 февраля 1666. Апостольский легат в Урбино с 7 марта 1667 по 19 мая 1670. Кардинал in pectore с 14 января 1664 по 15 февраля 1666. Кардинал-священник с 15 февраля 1666, с титулом церкви Сан-Джованни-а-Порта-Латина с 15 марта 1666 по 21 ноября 1675.